# Ernst Trier (maler)
 For alternative betydninger, se Ernst Trier. (Se også artikler, som begynder med Ernst Trier)
Ernst Trier (født 15. januar 1920 i Vallekilde, død 10. oktober 1979 i Sevel) var en dansk maler. Han var søn af kunstmaler Troels Trier (1879-1962) og hustru Karen Pedersen Dahl (1884-1959) og sønnesøn af Ernst Johannes Trier, (1837-1893) der oprettede Vallekilde Højskole.
1939 blev Ernst Trier udlært som malersvend i Slagelse. Efter endt uddannelse rejste han til København, hvor han fra 1939 til 1944 var elev på Kunstakademiets malerskole med Sigurd Wandel og Aksel Jørgensen som lærere.
1952 tog han på studierejse til Firenze, Rom og Norge fra 1950 til 1954 og fra 1957 til Færøerne.
Han blev gift to gange, senest med Else, som han fik to døtre sammen med, og havde iøvrigt en søn fra første ægteskab.
Hans debut som udstiller var på Kunstnernes Efterårsudstilling, og senere kom han også på Charlottenborg, ligesom han deltog på lokale udstillinger, blandt andet på Vallekilde Højskole.
Trier udsmykkede flere kirker og hans interesse for kirker bragte ham i forbindelse med Nationalmuseet, hvor han blev ansat som ekspert til restaurering af kirker. Det var særligt altertavler og prædikestole han arbejdede med, og desuden gav han gode råd og vejledning ved farvevalg. Dette arbejde bragte ham rundt i hele Danmark og til Færøerne.

## Udvalg af hans værker
- Aftenstemning (1945)
- Vinterdag i Grimo (1948)
- Badebillede (1952)
- De 4 årstider (1954).